# Smodicinodes yaoi
Smodicinodes yaoi Guo & Li, 2010 è un ragno appartenente alla famiglia Thomisidae.

## Etimologia
Il nome proprio è in onore del signor Yao, che partecipò alla ricerca degli esemplari sul campo nel 2009.

## Caratteristiche
Gli esemplari maschili rinvenuti hanno lunghezza totale è di 2,40 mm; la lunghezza del cefalotorace è di 1,05 mm e la larghezza è di 0,95 mm.

## Distribuzione
La specie è stata reperita in Cina: nella località di Xishuangbanna, appartenente alla Contea di Mengla, nella regione dello Yunnan.

## Tassonomia
Al 2015 non sono note sottospecie e dal 2010 non sono stati esaminati nuovi esemplari.